# Arberella
Arberella là một chi thực vật có hoa trong họ Hòa thảo (Poaceae).

## Loài
Chi Arberella gồm các loài: